# Hecklingen
Hecklingen − miasto w Niemczech, w kraju związkowym Saksonia-Anhalt, w powiecie Salzland. Liczy ok. 7,6 tys. mieszkańców.